# Diaea ocellata
Diaea ocellata är en spindelart som beskrevs av William Joseph Rainbow 1898. Diaea ocellata ingår i släktet Diaea och familjen krabbspindlar. Inga underarter finns listade i Catalogue of Life.